# مكيراس (البيضاء)

تعديل مصدري - تعديل

مكيراس هي أحد مدن محافظة البيضاء اليمنية. بلغ تعداد سكانها 3091 نسمة حسب التعداد السكاني في اليمن لعام 2004.